# 한민주
한민주(1994년 ~ )는 대한민국의 가수다. 2017년 EP 《제 이름은 한민주 입니다》로 데뷔했다.

## 방송
- 더 쇼 (2019)
- 보컬플레이 2 (2019) - Top100

## 음반
- 제 이름은 한민주 입니다 (2017)

## 피처링
- 레이지본 <홍대> (2017)